# Forst (serial telewizyjny)
Forst – polski serial kryminalny w reżyserii Daniela Jaroszka na podstawie pierwszej powieści Remigiusza Mroza o komisarzu Forście, udostępniony 11 stycznia 2024 na platformie VOD Netflix.
Zdjęcia do produkcji realizowano w Zakopanem, Nowym Targu i Warszawie.

## Fabuła
Komisarz Wiktor Forst (Borys Szyc) stara się rozwikłać zagadkę tajemniczych morderstw dziejących się w okolicy Tatr. Dążąc do wyjaśnienia tajemnicy wraz z dziennikarką Olgą Szrebską (Zuzanna Saporznikow) trafia na trop związany czasowo z II wojną światową.

## Obsada
- Borys Szyc – komisarz Wiktor Forst
- Zuzanna Saporznikow – dziennikarka Olga Szrebska
- Andrzej Bienias – inspektor Edmund Osica
- Kamilla Baar – prokurator Dominika Wardyś-Hansen
- Aleksandra Grabowska – Agata Osica, córka Edmunda
- Szymon Wróblewski – Staszek Kowalik
- Artur Barciś – minister Jarosław Rozwadowski
- Małgorzata Hajewska-Krzysztofik – Halina Król-Sznajderman
- Magdalena Dębicka – Frantiska
- Mikołaj Kubacki – Piotr Sznajderman, syn Haliny
- Piotr Frasanowicz – Karol Adamiak
- Krzysztof Łakomik – Jędrzej Kowalik, ojciec Staszka
- Izabella Dudziak – Hanka Gał
- Maciej Pesta – Gjord Hansen, mąż Dominiki
- Karol Pocheć – Wojciech Wołyński
- Emma Herdzik – Maja Kotko
- Grzegorz Palkowski – Maks Rozwadowski, syn ministra
- Piotr Łakomik – Kuba
- Marcin Kalisz – patolog Zbyniu
- Jerzy Rogalski – Leon Łowotarski
- Elżbieta Bielska – Nina Pieniak
- Dariusz Klimek – Marek Chalimoniuk

## Odcinki
| Odcinek | Reżyseria       | Scenariusz                                       | Premiera (Netflix) |
| ------- | --------------- | ------------------------------------------------ | ------------------ |
|         |                 |                                                  |                    |
| 1       | Daniel Jaroszek | Agata Malesińska, Jacek Markiewicz, Marcin Cecko | 11 stycznia 2024   |
|         |                 |                                                  |                    |
| 2       | Daniel Jaroszek | Agata Malesińska, Jacek Markiewicz               | 11 stycznia 2024   |
|         |                 |                                                  |                    |
| 3       | Daniel Jaroszek | Agata Malesińska, Jacek Markiewicz               | 11 stycznia 2024   |
|         |                 |                                                  |                    |
| 4       | Daniel Jaroszek | Agata Malesińska, Jacek Markiewicz               | 11 stycznia 2024   |
|         |                 |                                                  |                    |
| 5       | Daniel Jaroszek | Agata Malesińska, Jacek Markiewicz               | 11 stycznia 2024   |
|         |                 |                                                  |                    |
| 6       | Daniel Jaroszek | Agata Malesińska, Jacek Markiewicz               | 11 stycznia 2024   |
|         |                 |                                                  |                    |

## Odbiór
Produkcja cieszyła się wysoką oglądalnością na platformie Netflix - według danych, w ciągu trzech dni od udostępnienia serialu obejrzało go średnio 4,8 miliona widzów na świecie, ponadto znajdował się on na pierwszych miejscach w rankingu oglądalności w wielu krajach, takich jak Niemcy, Węgry, Polska, Słowacja, Czechy i USA.
Forst zyskał skrajne opinie, zarówno pozytywne, zwracające uwagę na złożoność intrygi i fabuły oraz widoki górskie, jak również negatywne, zarzucające serialowi schematyczność, sztampowość i nieciekawe rozwiązania fabularne.